# Marija Pawlowna Lissowaja
Marija Pawlowna Lissowaja (russisch Мария Павловна Лисовая, wiss. Transliteration Marija Pavlovna Lisovaja; * 7. Juni 1994) ist eine russische Schauspielerin.

## Leben
Lissowaja absolvierte 2015 die Drama-Theater Nischni Nowgorod. Anfang der 2010er Jahre übernahm sie eine erste Rolle in der Fernsehserie Kukhnya (vse sezony) von 2012 bis 2015. Ab 2014 folgten verschiedene Nebenrollen in Filmproduktionen. 2019 in Guests – Das Tor zur Hölle und 2020 in Wächter der Galaxis hatte sie größere Rollen inne.

## Filmografie (Auswahl)
- 2012–2015: Kukhnya (vse sezony) (Кухня (все сезоны)) (Fernsehserie)
- 2014: Moskovskaya borzaya (Московская борзая)
- 2015: Metod (Метод)
- 2016: Kholodnoye serdtse (Холодное сердце)
- 2017: Chastnoye pionerskoye-3. Privet, vzroslaya zhizn'! (Частное пионерское-3. Привет, взрослая жизнь!)
- 2019: Guests – Das Tor zur Hölle (Gosti/Гости)
- 2020: Wächter der Galaxis (Vratar galaktiki/Вратарь галактики)
- 2020: The young and the strong survive (Mini-Serie, 4 Episoden)
- 2020: Podarok (Mini-Serie)